# تاتیانا میترمایر
تاتیانا میترمایر (آلمانی: Tatjana Mittermayer؛ زادهٔ ۲۶ ژوئیهٔ ۱۹۶۴) اسکی‌باز اهل آلمان است.